# Observations de clowns
Les observations de clowns sont un phénomène dans lequel des apparitions de clowns, souvent décrits comme effrayants, inquiétants ou maléfiques, sont rapportées par des citoyens, essentiellement aux États-Unis. Ces apparitions sont souvent complètement imaginées ou tirent leur origine d'un canular qui entraîne une inquiétude, voire une panique morale ou une hystérie collective dans la population. La médiatisation du phénomène encourage alors parfois de réelles apparitions de clowns, alors que des citoyens costumés se mettent en scène.
Le phénomène profite largement de la coulrophobie, une peur des clowns qui est une phobie répandue. 
Rapportées depuis au moins 1981 aux États-Unis, les apparitions de clowns et les témoignages de citoyens inquiets qui en découlent sont survenus épisodiquement au fil des décennies. On constate une résurgence du phénomène au milieu des années 2010, notamment avec une vague d'apparitions, réelles ou avérées et partagées sur les réseaux sociaux et sur YouTube, de clowns en Amérique du Nord à partir d'août 2016.

## Origines
Aux États-Unis, une légende urbaine baptisée phantom clowns (« clowns fantômes ») circula au milieu des années 1980. Sa première itération aurait eu lieu le 6 mai 1981 lorsque la police de Brookline dans le Massachusetts annonça être à la recherche d'une camionnette remplie de clowns, après que des enfants eurent prétendu avoir été abordés par des adultes déguisés tentant de les attirer dans le véhicule. La police chercha en vain les suspects. Des apparitions de clowns, jamais avérées, furent rapportées au printemps 1981 dans six villes des États-Unis. Selon le folkloriste Jan Brunvand, les légendes annonçant des apparitions de clowns refirent surface en 1985 et se poursuivirent jusqu'en 1991, une décennie après la premier incident allégué.
Un événement similaire fut signalé en 1995 au Honduras.

### Explications
Le phénomène peut être associé à une panique morale ou une hystérie collective. Des hypothèses pour l'expliquer ont tracé des liens avec la « panique satanique » (satanic panic) aux États-Unis dans les années 1980 et au début des années 1990, où des rumeurs d'abus sexuels ritualisés, jamais avérés, causèrent une inquiétude collective et un cirque médiatique, allant jusqu'aux fausses accusations d'abus sexuels de l'affaire judiciaire de l'école McMartin. 
La peur du clown maléfique est dans la culture populaire associée au clown Pennywise, personnage du roman Ça (It) publié en 1986 par Stephen King et adapté pour la télévision en 1990 ; au film Killer Klowns from Outer Space sorti en 1988 ; ainsi qu'au tueur en série John Wayne Gacy qui gagnait sa vie comme clown dans les fêtes d'enfants et qui fut condamné en 1980. Dans les années 2010, la popularité de la série télévisée American Horror Story fut aussi mentionnée comme explication de la résurgence du phénomène des apparitions de clowns.

## Vague d'observations de clowns en 2016
Aux États-Unis, une vague d'apparitions de clowns fut rapportée au début du mois d'août 2016 en Caroline du Sud,,,,,,,,,,,,,,,,, et se répandit à travers le pays ainsi qu'au Canada,,, dans les semaines rapprochant de l'Halloween, le 31 octobre. Des incidents sont aussi rapportés en octobre 2016 en Grande-Bretagne et en Australie, incitant une réaction policière.

### Réactions
Le phénomène de 2016 a entraîné des appels au calme de la police, et certaines écoles ont interdit les déguisements de clowns pour l'Halloween. Aux États-Unis, le secrétaire de presse de la Maison-Blanche est interrogé sur le sujet en octobre 2016, et il dit ignorer si le président a été informé de la situation.
Des gens gagnant leur vie comme clowns ont aussi réagi au phénomène en tentant d'attirer l'attention du public sur leur métier, dénonçant ceux qui utilisent leur gagne-pain pour effrayer la population. Un clown de Pennsylvanie, Jordan Jones, alias « Snuggles » le clown, a créé un mouvement nommé Clown Lives Matter (« les vies de clowns comptent »), dont le nom est un jeu de mots avec le mouvement social Black Lives Matter.